# کریستینا استاماته
کریستینا استاماته (رومانیایی: Cristina Stamate; ۸ فوریهٔ ۱۹۴۶ – ۲۷ نوامبر ۲۰۱۷) بازیگر اهل رومانی بود. وی بین سال‌های ۱۹۶۷ تا ۲۰۱۷ میلادی فعالیت می‌کرد.
از فیلم‌ها یا برنامه‌های تلویزیونی که وی در آن نقش داشته‌است می‌توان به راز باخوس اشاره کرد.